# Santuario della Madonna del Monte (Mulazzo)
Il santuario della Madonna del Monte è un edificio sacro che si trova a 1000 m s.l.m. posto sul Monte sopra la località di Crocetta, fra le vicine frazioni di Pozzo e Montereggio, nel comune di Mulazzo, in provincia di Massa-Carrara e diocesi di Massa Carrara-Pontremoli.
L'edificio è formato da un paramento murario a grandi bozze, e sulla fiancata si eleva un aguzzo campanile che ospita una campana manuale.
Nel piccolo interno si trovava una Madonna, oggetto di una grande devozione popolare, decorata e arricchita di doni,trafugata purtroppo negli anni ottanta del Novecento. Oggi vi si può trovare una copia, venerata comunque, ma molto meno favolosa di quella precedente.

## Storia
Il Santuario della Madonna del Monte è ubicato in località Crocetta nel Comune di Mulazzo, è situato a circa 890 mt. sul livello del mare ed è uno tra i più antichi santuari della Diocesi di Massa Carrara – Pontremoli.La data più antica che si ha del Santuario è quella del 1302 scritta nel retro dell’altare, data che forse segna non l’anno di costruzione della primitiva cappella, ma quello in cui essa venne pubblicamente adibita al culto divino. Possiamo quindi farla risalire oltre il 1302 anche se proprio non vogliamo riportarla al 1200 come un esimio cultore di storia locale ha creduto bene di fare, attribuendo l’effige della Vergine alla mano dello stesso S. Luca. Altre due date, una del 1502 incisa ai piedi di un grazioso bassorilievo marmoreo, raffigurante la Madonna col Bambino, e un’altra del 1505 scolpita sull’architrave della porta, potrebbero riferirsi ad altri ampliamenti o restauri. Del resto l’esame stesso dei muri perimetrali denuncia varie manipolazioni, e si passa dai resti di una costruzione a sassi squadrati e murati senza calce (la parte più antica), a muri di breccia di arenaria con malta abbondante, da pezzi di architrave in arenaria, antichissimi, come quello dello stipite sinistro del portale di ingresso che reca un’iscrizione romana “S.P.Q.R.” (un resto dell’antica Statio romana della vicina Montereggio?) a stipiti di porte e finestre di epoca molto più recente.
Coll’andar del tempo, per facilitare l’affluenza dei numerosi pellegrini, sorse accanto alla Chiesa anche un eremitaggio che, a torto, qualcuno ha voluto mettere in relazione col convento agostiniano di Pozzo.
Infatti attorno al 1350 circa si era iniziata la costruzione del fabbricato che doveva ospitare i pellegrini che provenivano da paesi lontani e che camminavano alcuni giorni per arrivare al Santuario. Tale immobile nel corso dei secoli ha subito sicuramente alcuni ampliamenti e sopraelevazioni, come si può vedere anche al piano primo dal diverso spessore dei muri.
Già fin dal 1430 il Santuario, annoverato fra le sedi abbaziali, era officiato dai monaci benedettini del monastero genovese di Borzonasca e ne era titolare, investito dai Marchesi Malaspina di Mulazzo, mons. Stefano Giustiniani vescovo di Alberga, come notava nel suo opuscoletto Pasquale Pasquali nel 1906.
Tracce di questi religiosi si riscontrano in un’insegna abbaziale scolpita nell’architrave della casa vicina che forse costituiva la residenza stessa dell’abate quanto abitava sul posto.
Nel 1450 papa Niccolo V da Sarzana secolarizzò il Santuario avocando alla Santa Sede il diritto di conferire il titolo col relativo beneficio. Numerosi furono i vescovi, di cui alcuni anche cardinali, che ne furono investiti. Nel 1603 con bolla di papa Clemente VIII ne era titolare il cardinale Paolo Emilio Zacchia di Vezzano.
Nel 1779, morto mons. Saverio Giustiniani, veniva designato a succedergli mons. Agostino Rivarolo, che non poté essere nominato perché il marchese Giacinto Malaspina non concesse il suo <placet>. Qui sorge logica una domanda: avevano i Malaspina un diritto di patronato sul Santuario? Anticamente forse si, come lo proverebbe l’investitura fatta dal feudatario di Mulazzo a mons. Stefano Giustiniani, ma lo perdettero con la secolarizzazione avvenuta per opera di papa Niccolo V nel 1450.
Ciò è provato da tre fatti.
1)     Nel 1748 in una controversia fra Castagnetoli, Busatica e Pozzo, dinanzi al Notaio Imperiale, il Marchese Fabio Malasopina, figura come rappresentante e procuratore di mons. Giustiniani, abate di s. Maria del Monte.
2)     Da un memoriale del defunto dott. Beniamino Zini risulta che il Rivarolo nel 1779 accusò, presso la Corte Imperiale di Vienna, il Marchese Giacinto Malaspina, come indebito sfruttatore dei beni di S. Maria del Monte, ottenendone nel 1796 un decreto in suo favore, decreto che fu vano in seguito al cambiamento di governo avvenuto in quell’anno.
3)     Nel 1804 il Marchese Alessandro Malaspina comperò il beneficio per lire 14.000.
Si chiederà: come poteva dunque il Marchese Giacinto vantare diritto di patronato? Abbiamo già risposto dimostrando, col responso di Vienna, che esso era un abuso.
Ed ecco come forse si era originato. Nel 1603, il card. Zacchia, avuto il beneficio del Santuario, lo aveva concesso in affitto per 29 anni ai Marchesi di Montereggio, affitto che questi ed i loro successori di Mulazzo tennero fino alla calata dei francesi che nel 1796 indemaniarono il beneficio.
Così, col passar degli anni, l’uso si mutò in diritto, le clausole di una convenzione presero aspetto di un vero e proprio patronato; e ciò si protrasse fino a quando il marchese Alessandro, rivendicò il presunto diritto comperando a moneta sonante il beneficio stesso.
Da quel tempo i Malaspina e quindi i Zini che loro succedettero, ne furono i legittimi possessori.
La speranza era quella che gli eredi del defunto dott. Beniamino Zini, accogliendo un desiderio unanimemente espresso, rifacessero dono al Santuario di quella casa e di quel terreno per cui esso aveva avuto per secoli titolo di abbazia e investitura di vescovi e cardinali, e che poi l’astuzia ed il denaro dei Malaspina gli avevano tolto.
Così il Santuario potrà ancora tornare in grande splendore, e la Vergine Miracolosa, dall’alto del suo monte continuerà nei secoli a benedire e proteggere non solo il Comune di Mulazzo che nel 1940 la proclamò sua Celeste Patrona, ma l’intera vallata che le Apuane cingono in alto e la Magra riga, scorrendo, nel piano.
E così è stato: infatti in data 21-05-1949 la sig.ra Zini Adelina donava a S.E. Mons. Giovanni Sismondo in qualità di vescovo pro-tempore della Diocesi di Pontremoli, lo stabile adibito a Chiesa Santuario della Madonna del Monte con tutti gli arredi sacri e non sacri e diritti inerenti a detta Chiesa e inoltre tutte le terre di varia natura appartenenti al podere “Della Madonna del Monte”.
Il primo documento che si conosca circa la Chiesa di S. Maria è del 22 novembre 1287: un atto con il quale l’Abate Rambaldo di Borzone costituisce un suo procuratore per la difesa di detta Chiesa.
```
    Nella “Collecta pro subsidio Regni Ciciliae” del 1297, conservata nell’Archivio Vaticano, la Chiesa è citata come “Monastero de Sce. Mariae de Mulaça” e, nella Collecta del 1299, sempre dell’Archivio Vaticano, è citata come “Monasterium de Monte de Sce Mariae de Mulatio”.
```

Il titolo di Priorato, dipendente dall’Abbazia di Borzone, compare per la prima volta in un documento del 26 aprile 1371.In passato svolse funzione di monastero e ospitale, creato nel XII secolo come dipendenza e priorato monastico dai monaci benedettini dell'abbazia di Borzone - Borzonasca (GE), che ampliarono la struttura ospitaliera costruendovi un monastero dotato di feudi e beni terrieri, dal 1184 molte dipendenze monastiche antiche passarono alla gestione diretta dei monaci di Borzone, soprattutto alcuni ospitali o xenodochia per viandanti e pellegrini.
I benedettini di Borzone vi rimasero fino al XVI secolo, in seguito passò in proprietà ai marchesi Malaspina di Mulazzo fino al 1887 quando passò al clero divenendo un frequentato santuario dipendente dalla parrocchia di San Giorgio di Pozzo.

## Leggenda
Una tradizione degli abitanti del luogo vuole che il santuario sia stato edificato per merito di un uomo proveniente dalla Liguria. Quest'uomo infatti, accusato ingiustamente di omicidio, scappò per evitare la pena capitale e si rifugiò tra Pozzo e Crocetta,due paesi nell'attuale comune di Mulazzo. Pregò la Madonna che la verità venisse a galla e che egli fosse scagionato. Una notte gli apparve in sogno un angelo che gli disse che avevano catturato il vero colpevole e che poteva fare ritorno a casa;così l'uomo si fidò e tornò nel suo paese d'origine, dove effettivamente avevano individuato il vero assassino e lui era stato dichiarato innocente. Per ringraziare Maria per la grazia che gli era stata concessa, decise di costruire un santuario, nei pressi di Pozzo, così portò operai, attrezzi e materiali nel luogo stabilito, per iniziare i lavori il giorno successivo, ma l'indomani tutto era sparito; pensando ad un furto, fece portare nuovi materiali ed attrezzi, ma il giorno dopo sparirono anche quelli. L'episodio si ripeté più volte, fino a quando un operaio non decise di fare la vedetta di notte per vedere l'autore del furto e, con grande meraviglia, vide un angelo che spostava il materiale e la strumentazione e li portava dove oggi sorge il santuario. Una volta raggiunto questo luogo, gli operai trovarono anche tutto il resto della "refurtiva"; così capirono che la Madonna voleva che venisse costruito il santuario proprio in quel punto e così fecero.